# Helena Vrtichová
Helena Vrtichová (* 1. prosince 1952, Nové Mesto nad Váhom) je slovenská zpěvačka.

## Život
Kariéra zpěvačky započala roku 1969 výhrou ve zpěvácké soutěži Detvanská ruža a první rozhlasové nahrávání se uskutečnilo v Banské Bystrici. Po získání 2. místa na celostátním festivalu Mladá píseň v Jihlavě začala pracovat s Tanečním orchestrem Československého rozhlasu a s dirigentem Josefem Vobrubou, se kterým nahrála svůj největší hit Pražská holka. Roku 1971 podepsala angažmá v uměleckém souboru ÚV SSM Plameny, kde zpívala spoustu s Jiřím Štědroněm a Janou Matysovou.
Svoje písně zpívá v zábavné show Pesničky z kasína. Vystupovala v zábavných pořadech Repete a Kaviareň Slávia.
V současnosti pracuje také jako listonoška ve svém rodném městě.

## Známé hity
- „Diridonda“ – (Zdenko Runjić / Alexander Karšay)
- „Pražská holka“ – (Shelly Coburn / Eduard Krečmar)
- „Vlak rychlovlak“ – (Jaroslav Uhlíř / Karel Šíp)
- „Džínsy“ – (Peter Kliment / Adrián Swaton)
- „Sombréro už mám“ – (Peter Kliment / Adrián Swaton)
- „Pena"

## Diskografie

### Singly
- 1971: Diridonda / Prázdny stôl – Opus
- 1971: Pražská holka / Jsem tvá múza – Supraphon, SP
- 1971: Nechci žít jak poustevník – Prší – Supraphon
- 1972: Blíž a blíž – Jana Matysová, Helena Vrtichová, Jiří Štědroň (Plameny) / Džulija – (Jiří Štědroň) Plameny – Supraphon, SP
- 1977: Hry jari – Helena Vrtichová / Pieseň z obloka – Marika Klesniaková, Bratislavská lyra 77 – Opus
- 1978: Ja najradšej sa hrám / Siedmy pád – Opus 91 43 0464, SP

### Alba
- 1998: Diridonda – Semeš recording, CD
- 2001: Bez mena – Semeš recording, CD
- 2008: Helena Vrtichová: Retro – Semeš recording, CD
- 2012: Diridonda – Československá Muzika, CD+DVD

### Kompilace
- 1971 Praha slaví 30. let – Supraphon, LP, 10. Vlak rychlovlak
- 1972 12 pro mladý svět – Supraphon, LP – 02. Povídej mi, povídej (Kolibaj sie, kolibaj)
- 1980 Dvanásť do tucta – Diskotéka Opusu 7, LP, A4. Dievča na víkend, B4. Neba belasý úsmev